# Carlos Higuera
Carlos Alberto Higuera de los Ríos (ur. 18 listopada 2000 w Los Mochis) – meksykański piłkarz występujący na pozycji bramkarza, od 2025 roku zawodnik Dorados.